# (2842) Unsöld
(2842) Unsöld es un asteroide perteneciente al cinturón de asteroides descubierto por el equipo del Indiana Asteroid Program el 25 de julio de 1950 desde el Observatorio Goethe Link de Brooklyn, Estados Unidos.

## Designación y nombre
Unsöld se designó al principio como 1950 OD.
Más adelante fue nombrado en honor del astrofísico alemán Albrecht Unsöld (1905-1995).

## Características orbitales
Unsöld orbita a una distancia media del Sol de 2,617 ua, pudiendo alejarse hasta 2,881 ua y acercarse hasta 2,353 ua. Su inclinación orbital es 11,71° y la excentricidad 0,101. Emplea en completar una órbita alrededor del Sol 1546 días.